# Lasiognathus amphirhamphus
Lasiognathus Amphirhamphus es una rara especie de pez de aguas profundas, perteneciente a la familia Thaumatichthyidae. Probablemente sea la especie más grande de esta familia.
Habita en el Atlántico centro-oriental, a profundidades de entre 1200 a 1300 metros (zona batipelágica).

## Características principales
(Las características dadas a continuación pertenecen a ejemplares hembra). Es de color pardo rojizo. Posee un señuelo luminoso del que salen unos pequeños filamentos, el cual está suspendido en una varilla articulada al igual que las otras especies del género Lasiognathus. Además posee dos espinas articuladas en la zona dorsal. 
El tamaño máximo de las hembras que se han encontrado es de 15,7 cm. No se conocen machos ni larvas de esta especie.